# Šmarata
Šmarata je vas na jugozahodnem delu Slovenije v Občini Loška dolina. Gruča hiš se stiska na prisojni strani ob vznožju 647 m visokega Šmaraškega hriba.
Šmarata šteje 32 hiš z okrog 110 prebivalci. Pred dvesto leti je bilo v Šmarati vsaj 10 hiš manj, ljudi pa je bilo ravno toliko.
Pod vasjo se vije potok Mali Obrh. Preko njega se pne star iz kamna zgrajen obokan most, ki nosi letnico 1886. Potok večkrat presahne, včasih pa poplavlja in takrat je vas odrezana od sveta. Iz vasi se da ob poplavah iti samo peš po gozdu ali s čolnom po vodi. V času poplav prevažajo otroke v šolo gasilci, ki jim takrat ti šaljivo pravijo »galjoti«.
Pravijo, da je Šmarata najtoplejši kraj v Loški dolini. Stari ljudje, ki so delali v Snežniku, so vedno rekli, da je v Šmarati za en rekelc (suknjič) bolj toplo, kot pri gradu.
Včasih je bila Šmarata izključno kmečka vas, danes pa prevladuje delavski živelj. Čeprav se ob službi še precej ljudi ukvarja tudi s kmetijstvom, pravega kmeta, ki bi živel samo od zemlje, ni več. Narava je sicer lepa, kmetijstvu pa ni preveč naklonjena, saj je zemlje malo, njive pa so zaradi razgibanega terena raztresene ob vasi in po ogradah na gmajni. Pašnike je preraslo grmovje. Vse kmetije so nekoč pripadale snežniškemu gospostvu. Tam so si ljudje služili kruh tudi s hlapčevanjem, furmanstvom in delom v gozdu. Danes je večina ljudi zaposlenih v tovarni v bližnjem Ložu in drugod po Dolini. 
Izkopanine kažejo, da je bil kraj poseljen že v rimskih časih, le da je naselje stalo nekaj sto metrov zahodno od sedanje vasi tam, kjer je sedaj cerkev Svete Marjete, ki stoji na rimskih temeljih. Po Sveti Marjeti je sedanja vas dobila ime (Šent Marjeta – Šmarjeta – Šmarata). Stavba je nekdaj očitno služila drugemu namenu. Koliko je stara, se ne ve, obnovljena in dozidana je bila leta 1686, kot pove letnica na oboku. Njena značilnost je predvsem zlati oltar na črni podlagi, ki je prava redkost in pa lesen strop. Namesto stranskih oltarjev ima dve veliki sliki. V zvoniku visita dva zvona: večji je nov, manjši pa je kupljen po prvi svetovni vojni, saj je stara dva vzela avstrijska vojska, da so iz njih vlivali kanone. Ena od značinosti je tudi božična pesem Smo slišali ptičice peti, ki se poje samo v Šmarati in samo na starega leta dan, ko imajo malo žegnanje.

## Prebivalstvo
Etnična sestava 1991:
- Slovenci: 108 (98,2 %)
- Muslimani: 1
- Neznano: 1